# Пачтер, Майкл
Майкл Пачтер (англ. Michael Pachter, род. 27 июля 1956 года) — американский аналитик компьютерных игр, социальных сетей, цифровых медиа и электроники, работающий в Wedbush Securities. Является главным исследователем Private Shares Group, подразделения Wedbush, сосредоточенного на компаниях, пока не обретших такую популярность, как Facebook и Twitter. Пачтер является магистром делового администрирования и имеет два высших юридических образования. На протяжении 16 лет работал в компании Arco, где был руководителем стратегического планирования до середины 1998 года.

## Мнения и аналитика
Пачтер в основном известен аналитикой тем, связанных с компьютерными играми. Иногда он комментирует отдельные игры, часто прогнозируя их продажи, а также известен анализом других аспектов игровой индустрии, таких как ритейлеров.
Временами Пачтер критикует настроения в обществе игроков в компьютерные игры. Например, комментируя противоречивое принятие игроками концовки Mass Effect 3, он сказал: «этот случай — прекрасный пример того, что собой представляет истеричная группа геймеров в целом», добавив, что «[издатель Electronic Arts] неплохо с этим справился». Он утверждал, что геймерам следует быть менее требовательными, иначе «истеричные геймеры будут только затруднять разработку своих любимых игр».
В другие периоды он критиковал практики корпораций и защищал интересы игроков. Например, он заявил, что запись на диск с игрой контента, который недоступен без отдельной покупки, является «чистой воды жадностью». Он предложил геймерам удержаться от покупки подобных дополнений и заставить издателей изменить тактику.
Ранее Пачтер вёл онлайн-шоу под названием Pach-Attack!. В данный момент он ведёт Pachter Factor на сайте SIFTD Games, основанном бывшим главным редактором GameTrailers Шейном Сеттерфилдом. В 2012 году Пачтер вызвал оживлённые споры в обществе своими комментариями о директоре Facebook Марке Цукерберге. По его словам, решение директора надеть худи на встречу по поводу первичного публичного предложения говорит о «незрелости» Цукерберга и предложил Цукербергу занять пост директора по производству вместо генерального директора. Хотя его мнение совпадало с большей частью Уолл-стрит, критики технологической индустрии отреагировали гневно. Пачтер объяснил своё заявление тем, что «на встрече находились организации, заслуживающие надлежащего уважения», и высказал в защиту своей позиции, что «многие инвесторы чувствовали то же самое».